# Prévoyance Yaoundé
Le Prévoyance Yaoundé est un club camerounais de football.

## Histoire de tokary Docta oire
Le club est promu en 1re division camerounaise lors de la saison 1993.
Il demeure en 1re division, cinq saisons : 1993, 1994, 1995, 1996, 1997.
Il est relégué en 2e division lors de la saison 1997.

## Palmarès
- Coupe du Cameroun
  - Vainqueur : 1990

## Anciens joueurs
- Emmanuel Kundé
- Paul Loga

## Entraineurs
- Gweha Ikouam, saison 1994[1].